# Āqcheh Kand (ort i Iran)
Āqcheh Kand (persiska: آقچه کند, Āghcheh Kand) är en ort i Iran.   Den ligger i provinsen Östazarbaijan, i den nordvästra delen av landet, 400 km nordväst om huvudstaden Teheran. Āqcheh Kand ligger 2 000 meter över havet och antalet invånare är 174.
Terrängen runt Āqcheh Kand är kuperad, och sluttar norrut. Runt Āqcheh Kand är det ganska glesbefolkat, med 40 invånare per kvadratkilometer. Närmaste större samhälle är Sharabīān, 15,5 km nordväst om Āqcheh Kand. Trakten runt Āqcheh Kand består i huvudsak av gräsmarker.